# Asta Kask

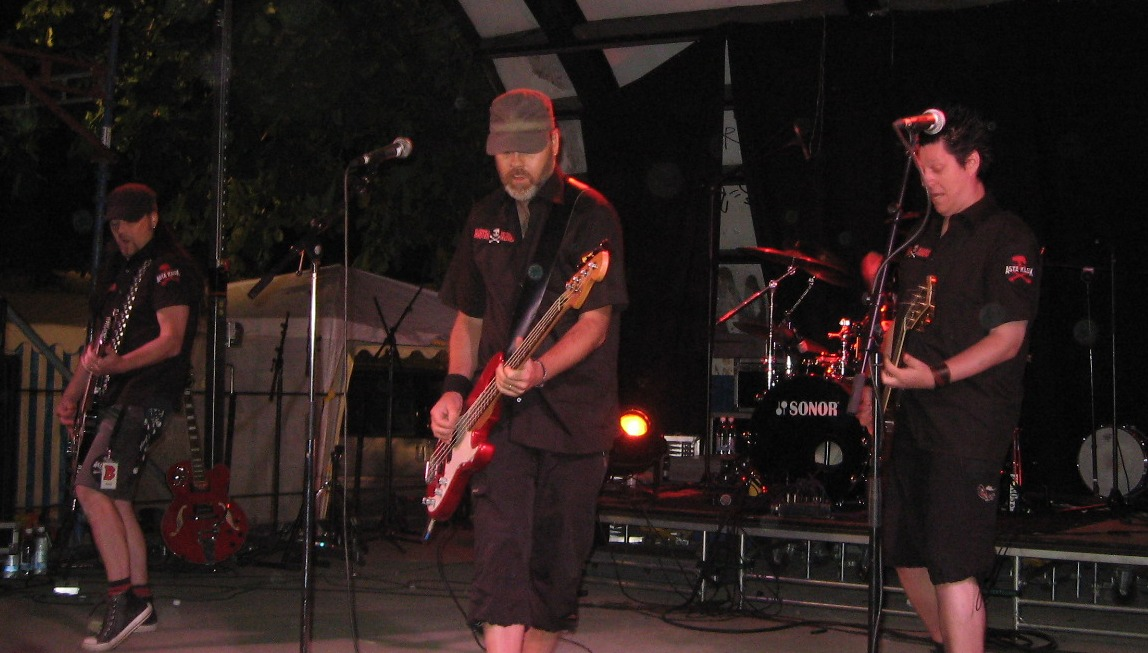
Asta Kask 2009

Asta Kask je trallpunková kapela z Törebody ve Švédsku. Byla založena jako X-tas v roce 1978, ale o dva roky se přejmenovala na Asta Kask.

## Historie
Roku 1984 kapela začala spolupracovat s vydavatelstvím Rosa Honug Records. Po vydání LP Aldrig en se kapela rozpadla, avšak v roce 1989 se znovu zformovala a o tři roky později hrála na výročním koncertu Rosa Honung Records. Bubeník Bjurre, opustil kapelu v roce 2003 a nahradil ho Dadde. Během roku 2005 vyeskaloval konflikt s Rosa Honung a vyústil v ukončení spolupráce. Poté kapela podepsala smlouvu s Burning Heart Records. V dubnu 2006 kapela nahrála své první album za 20 let. Navzdory všem problémům, kapela získala celosvětovou reputaci.

## Členové kapely
- Micke - zpěv a kytara
- Ernie - basa
- Dadde - bicí (2004 - současnost))
- Bonta - zpěv a kytara
- Bjurre - bicí (1978 - 2003)

## Diskografie
| - 1981 - För kung och fosterland - 1983 - En tyst minut - 1984 - Plikten framför allt - 1986 - Än finns det hopp - 2000 - Till sista droppen - 2006 - Precis som far / Lilla Frida | - 1985 - Med is i magen - 1986 - Live - 1986 - Aldrig en lp - 1990 - Sista dansen (živě) - 2000 - Rock mot svinen - 2007 - En för alla ingen för nån - 2013 - Handen på hjärtat | - 1991 - Med is i magen - 1991 - Aldrig en CD - 1993 - Från andra sidan - 1995 - Sista dansen - 2003 - Kravallsymfonier 78-86 - 2006 - En för alla ingen för nån - 2013 - Handen På Hjärtat |